# Шалый, или Всё невпопад
«Ша́лый, или Всё невпопа́д» (фр. L’Étourdi ou les Contretemps) — комедия в пяти актах в стихах Мольера, впервые сыгранная в Лионе в 1653 году. В Париже в первый раз представлена 3 ноября 1658 в театре Пти-Бурбон; успех, сопутствовавший этому представлению, позволил труппе Мольера получить покровительство Месье, брата короля (Филиппа I Орлеанского).
Основой для комедии Мольера послужила пьеса «L'Inavvertito overo Scapino disturbato e Mezzetino travagliato» 1629 г. из репертуара труппы Николо Барбьери, актёра комедии дель арте. Мольер в этой пьесе заимствовал многое, начиная с состава действующих лиц и заканчивая отдельными диалогами.

## Действующие лица и первые исполнители
- Лелий, сын Пандольфа (Шарль Варле, прозванный Лагранжем)
- Селия, рабыня Трюфальдена (г-жа Дебри)
- Маскариль, слуга Лелия (Жан-Батист Поклен, прозванный Мольером)
- Ипполита, дочь Ансельма (г-жа Дюпарк)
- Трюфальден, старик
- Пандольф, отец Лелия (Жозеф Бежар)
- Леандр, молодой человек из знатной семьи
- Андрес, принимаемый за цыгана
- Эргаст, друг Маскариля
- Гонец

## Сюжет
Действие происходит в Мессине.
Лелий влюблён в Селию, рабыню старика Трюфальдена, которую тот прячет, не зная, что она его дочь, и хочет жениться на ней. Маскариль, слуга Лелия, помогает молодому хозяину достичь цели. Одну за другой он придумывает хитрости (или, плутни, фр. fourberies), но Лелий, желая помогать Маскарилю, своей неловкостью лишь всякий раз портит дело. В финале благодаря случаю интрига благополучно разрешается.